# Јелење
Јелење је насеље и општина у Републици Хрватској, која се налази у Приморско-горанској жупанији.

## Становништво
На попису становништва 2011. године, општина Јелење је имала 5.344 становника, од чега у самом Јелењу 425.

## Попис1991.
На попису становништва 1991. године, насељено место Јелење је имало 408 становника, следећег националног састава:
| Попис 1991.‍  | Попис 1991.‍  | Попис 1991.‍ | Попис 1991.‍ | Попис 1991.‍ |
| ------------ | ------------ | ----------- | ----------- | ----------- |
|              |              |             |             |             |
| Хрвати       | Хрвати       |             | 395         | 96,81%      |
| Муслимани    | Муслимани    |             | 4           | 0,98%       |
| Срби         | Срби         |             | 2           | 0,49%       |
| Македонци    | Македонци    |             | 1           | 0,24%       |
| неопредељени | неопредељени |             | 1           | 0,24%       |
| регион. опр. | регион. опр. |             | 2           | 0,49%       |
| непознато    | непознато    |             | 3           | 0,73%       |
| укупно: 408  |              |             |             |             |